# رونشي
رونشي بالإنجليزية:(Renshi) وباليابانية:(練 士).
هو اللقب الرسمي في المجتمع الياباني، والتي نشأ في فئة المحاربين الساموراي، وطريقة ل" سيد البولندية "لفنون الدفاع عن النفس معينة. منذ استعادة ميجي في عام 1868، وقد صدر اللقب والمسجل من قبل داي نيبون بوتو-كو-كاي في كيوتو، الذي أصبح المجلس الوطني من أعضاء مجلس الإدارة و"وثائق مكتب" لجميع فنون القتال التقليدية في اليابان منذ عام 1895. ووفقا للصيغة على درجة، وتمنح من قبل "جمعية زملاء" (في "شوجو" باللغة اليابانية) "تقديرا لتحقيق مستوى عال من الكفاءة في تنمية روح الكاراتيه الكفاءة التقنية في ممارسة الكاراتيه، هل '.
لاحظ أن «كانجي» يرصد ل (رونشي) يسار من خلال رن (كما هو الحال في (رونشي) يعني قطار، البولندية، مرشح؛ و (الحق) من قبل شي (كما هو الحال في البوشي) يعني السامرائي أو الرجل المحترم. تبعا للسياق، كما هو الحال في أي كتابة اليابانية، قراءة واحدة هي أن ذلك يعني «الشخص الذي يدرس السامرائي» أو في سياق بديل، يمكن أن تقرأ على النحو التالي: - «الشخص الذي أصبح الساموراي من خلال جهودهم التدريب الدؤوب»(الذي يختلف عن أن السامرائي عن طريق الدم، أو الميراث).
كما تجدر الإشارة إلى أن "رونشي" هي واحدة من ثلاث القاب المعترف بها الصادرة عن شوجو. الاثنان الآخران هما "كيوشي" و "هانشي على التوالي.